# 浑天说
浑天说是中国古代的一种宇宙学说，同盖天说和宣夜说并称为“論天三家”。浑天说最早起源于戰國时期，之后经过不断的发展和补充，逐渐完善。直至唐朝時亦有杨炯著《渾天賦》駁斥宣夜說與蓋天說。东汉的天文学家张衡对浑天说有很大贡献，他在《浑天仪注》中指出天是一个圆球，而不是盖天说中的半圆，地球在天之中类似于鸡蛋黄在鸡蛋内部。